# Ludovico Settala
Pour les articles homonymes, voir Settala.
Ludovico Settala ou Septalius est un médecin italien de la Renaissance, né à Milan le 27 février 1552 et mort dans la même ville le 12 septembre 1633.

## Biographie
Né à Milan le 27 février 1552, y fit ses premières études et alla dès l’âge de quatorze ans suivre un cours de philosophie à l’Université de Pavie, où il soutint, deux ans après, une thèse en présence de Charles Borromée et d’un grand concours d’auditeurs, qu’il remplit d’admiration par ses réponses. On le destinait au barreau, où ses aïeux s’étaient distingués ; mais il préféra l’étude de la médecine, et à vingt et un ans il obtint la place de premier lecteur de médecine pratique à Pavie. Deux ans après, l’archevêque Borromée, l’ayant appelé à Milan, le nomma professeur de médecine pratique et archiatre (protomedico) du duché. Quelques années plus tard, Philippe III, roi d’Espagne, le choisit pour son historiographe ; mais Settala refusa cet honneur. Dans le même temps, l’électeur de Bavière lui proposa de venir à Ingolstadt en qualité de directeur de l’université, tandis que la ville de Bologne le demandait pour ses écoles, le Grand Duc de Toscane pour la faculté de Pise et le Sénat vénitien pour celle de Padoue ; mais, très-attaché à son pays, il n’accepta aucune de ces offres et contracta à Milan un mariage qui fut heureux et qui lui donna sept fils et deux filles. En 1628, la peste s étant déclarée dans cette ville et y faisant des ravages effroyables, plusieurs médecins l’abandonnèrent. Settala, resté à son poste, prodigua ses soins à ses malheureux concitoyens. Ce fut lui qui engagea Charles Borromée à faire construire, hors de la porte Rinza, un magnifique lazaret, qui sert actuellement de caserne, et il y établit les pestiférés, qu’il allait visiter tous les jours avec le saint prélat. Il fut lui-même atteint de cette maladie, et il en guérit : mais, frappé d’apoplexie avec paralysie de la langue et de tout le côté gauche, il ne mena plus qu’une vie languissante pendant cinq ans : il mourut le 12 septembre 1633.
Settala fut constamment attaché à la doctrine d’Hippocrate, dont il ne cessait d’étudier les ouvrages. Il sut, par une observation mûre et approfondie, se prémunir contre les préjugés qui régnaient dans les écoles. Les pensées répandues dans ses écrits sont pleines de justesse et de préceptes excellents. Il ne craint point de contredire ouvertement l’opinion des écoles toutes les fois qu’elle ne s’accorde pas avec l’expérience. Il proscrit le vin et donne les indications de la saignée dans les fièvres quartes. Settala a publié un assez grand nombre d’ouvrages, parmi lesquels on remarque celui qui est intitulé De nævis (envies ou taches de naissance), dans le il prétend que ces signes, répandus comme par hasard sur diverses parties du corps, conservent cependant un certain ordre qu’il expliqua par les lois de l’astrologie. Par exemple, si quelqu’un a un seing au front, il doit en avoir un autre au dos ou à la poitrine. Si ce signe est au milieu du front, il doit être aussi au milieu de ces deux parties. S’il est au haut de ce premier, il en aura un autre au cou ; il en est de même pour les positions à droite ou à gauche. Une envie au coin de l’œil en annonce une autre à l’aisselle du même côté ; celle qui est placée sur le sein en dénote une semblable placée au bas du pubis, etc. Cette idée bizarre et dépourvue de toute vérité a néanmoins été répétée par Théophile Bonet dans sa Médecine septentrionale, t. 1er, p. 317.

## Ouvrages

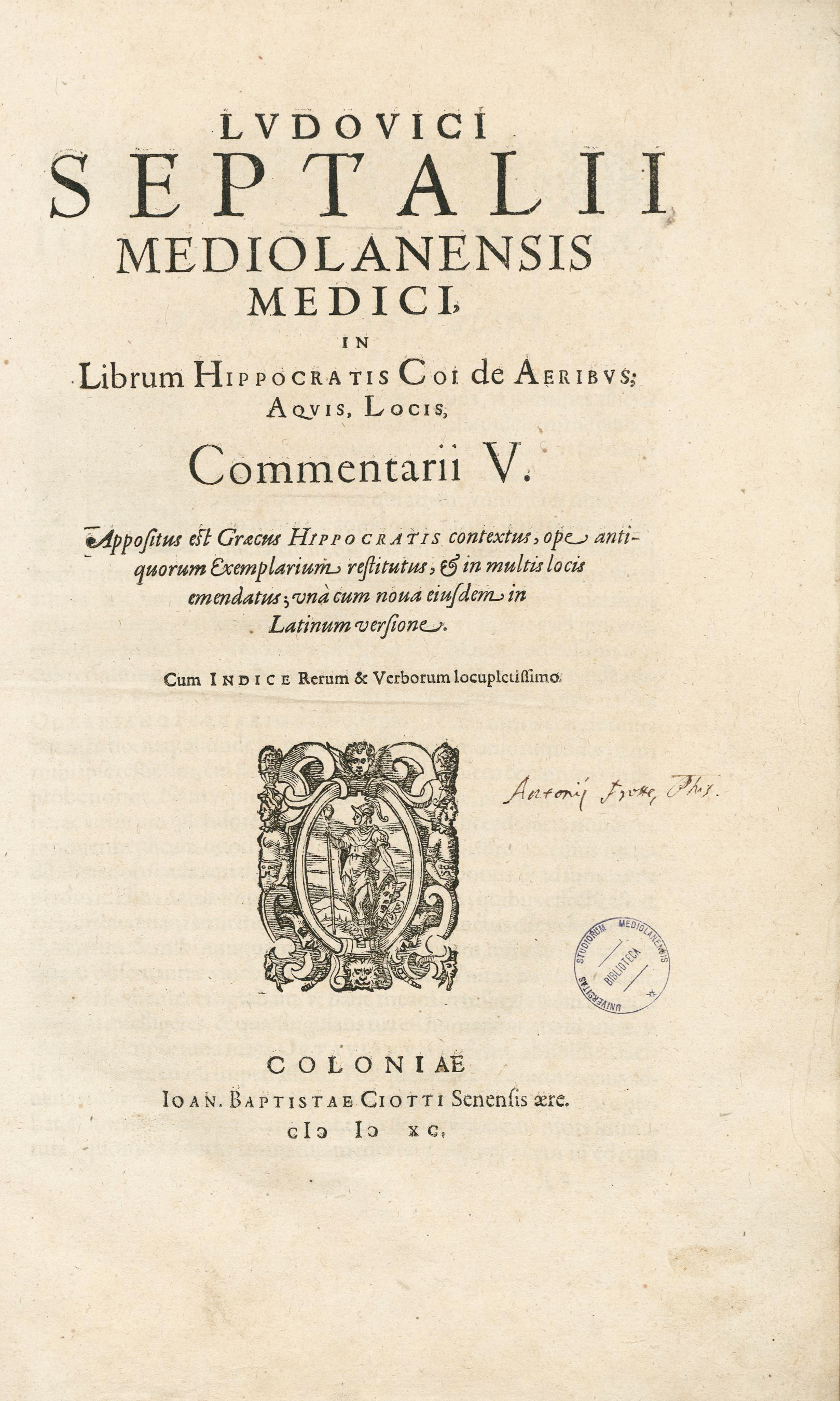
Ludovico Settala, In librum Hippocratis de ære, aquis et locis commentarii quinque, Cologne, 1590.

- In librum Hippocratis de ære, aquis et locis commentarii quinque, Cologne, 1590 ; Francfort, 1645, in-fol. ;
- In Aristotelis problemata commentaria, Francfort, 1607, 2 tom. in-fol. ; Lyon, 1632 ;
- De nævis liber, Milan, 1605 ; Padoue, 1628, 1651, in-8° ;
- Animadversionum et cautionum medicarum libri septem, Milan, 1614, in-8° ; Strasbourg, 1625, in-12 ; Padoue, 1638, in-12 ;
- le même ouvrage, avec deux livres de plus ajoutés, Milan, 1639 ; Padoue, 1630 ;
- ces neuf livres revus par Périus, imprimés à Dordrecht, 1650, in-8°, et à Padoue, 1632 et 1659, avec les notes de Johan Rode. Cet ouvrage est le fruit de quarante ans de pratique ; il est plein d’excellentes observations et de recherches thérapeutiques très-intéressantes.
- De margaritis judicium, Milan, 1618, in-8° ;
- De peste et pestiferis adfectibus libri quinque, Milan, 1622, in-4° ;
- Analyticarum et animasticarum dissertationum libri duo, ibid., 1626 ;
- De morbis ex mucronata cartilagine evenientibus liber, Milan, 1628 ;
- Compendio di chirurgia, ibid., 1646 ;
- De ratione instituendæ et gubernandæ familiæ libri quinque, Milan, 1626, in-8°. Ces deux derniers furent publiés par Salvatore Settala, fils de l’auteur et médecin comme lui.